# Gaworkowo
Gaworkowo (niem. Gauerkow) – wieś w Polsce położona w województwie zachodniopomorskim, w powiecie świdwińskim, w gminie Połczyn-Zdrój. W 2011 roku liczba mieszkańców we wsi Gaworkowo wynosiła 249.